# フィルダウス・イドロス
フィルダウス・イドロス（Firdaus Idros、1986年8月12日 - ）は、シンガポールのサッカー選手。シンガポール代表。ポジションはウィンガー。

## 経歴
2006年にヤング・ライオンズでプロとしての経歴を始める。2009年からはホーム・ユナイテッドに移籍し5年間在籍し活躍した。2014年にはタンジョン・パガー・ユナイテッドFCに移籍したが出場機会は少なく、翌年タンピネス・ローバースFCに移籍した。

## 代表歴
2011年にA代表デビューした。